# Roger S.H. Schulman
Roger S.H. Schulman (* 20. Jahrhundert in Brooklyn, New York) ist ein Filmproduzent und Drehbuchautor.

## Karriere
Schulmans Karriere im Filmgeschäft begann im Jahr 1982, als er das Drehbuch für den Fernsehfilm High Five schrieb. Im Anschluss schrieb er für einzelne Episoden zu Fernsehserien ebenfalls das Drehbuch wie zum Beispiel für Alf, war aber auch für die Story verantwortlich. Seit den 1990er-Jahren ist er immer wieder als Produzent bzw. Executive Producer bei Fernsehserien in Erscheinung getreten, wie zum Beispiel für Parker Lewis – Der Coole von der Schule, Phil aus der Zukunft, The Soul Man und Melissa & Joey.
Schulman erhielt für seine künstlerische Leistung zu Shrek – Der tollkühne Held mit Terry Rossio, Joe Stillman und Ted Elliott bei der Oscarverleihung 2002 eine Nominierung in der Kategorie „Bestes adaptiertes Drehbuch“. Die Auszeichnung ging an den Konkurrenten Akiva Goldsman für A Beautiful Mind – Genie und Wahnsinn. Bei den British Academy Film Awards 2002 konnte er den BAFTA-Award, gemeinsam mit seinen Kollegen, entgegennehmen. Des Weiteren erhielt er für seine Beteiligung an dem Drehbuch einen Annie Award. Im Anschluss schrieb er an den Drehbüchern der Fortsetzungen zu Das Dschungelbuch, Mulan 2, Bambi, Bärenbrüder und Cap und Capper mit.
Für seine Beteiligung an der von ihm miterdachten Fernsehserie Jonas L.A. erhielt er bei der Creatives Primetime-Emmy-Verleihung 2010 eine Nominierung in der Kategorie „Outstanding Children's Program“.

## Filmografie (Auswahl)

### Produzent
- 1991–1993: Parker Lewis – Der Coole von der Schule (Parker Lewis Can’t Lose, Fernsehserie, 39 Episoden)
- 2005–2006: Phil aus der Zukunft (Phil of the Future, Fernsehserie, 22 Episoden)
- 2009–2010: Jonas L.A. (Fernsehserie, 15 Episoden)
- 2013–2014: The Soul Man (Fernsehserie, 13 Episoden)
- 2014–2015: Melissa & Joey (Fernsehserie, 22 Episoden)
- seit 2016: Bizaardvark (Fernsehserie)

### Drehbuchautor
- 1982: High Five (Fernsehfilm)
- 1988–1989: Alf (Fernsehserie, 1 Episode & 24 Episoden Story)
- 1990: Tiny Toon Abenteuer (Fernsehserie, 1 Episode)
- 1991–1993: Parker Lewis – Der Coole von der Schule (Parker Lewis Can’t Lose, Fernsehserie, 5 Episoden)
- 2001: Shrek – Der tollkühne Held (Shrek)
- 2003: Das Dschungelbuch 2 (The Jungle Book 2)
- 2004: Mulan 2 (Mulan II)
- 2005–2006: Phil aus der Zukunft (Phil of the Future, Fernsehserie, 4 Episoden)
- 2006: Bärenbrüder 2 (Brother Bear 2)
- 2006: Bambi 2 – Der Herr der Wälder (Bambi II)
- 2006: Cap und Capper 2 – Hier spielt die Musik (The Fox and the Hound 2)
- 2009–2010: Jonas L.A. (Fernsehserie, Schöpfer, 24 Episoden)
- 2013–2014: The Soul Man (Fernsehserie, 4 Episoden)
- 2014–2015: Melissa & Joey (Fernsehserie, 5 Episoden)
- seit 2016: Bizaardvark (Fernsehserie)